# برتا فرراس
برتا فرراس (انگلیسی: Berta Ferreras؛ زادهٔ ۹ سپتامبر ۱۹۹۷) شناگر زن شنای موزون اهل اسپانیا است.
وی در مسابقات کشوری و بین‌المللی در مجموع برندهٔ ۲ مدال طلا، ۴ مدال نقره، ۶ مدال برنز شده‌است.